# Rue Clovis-Hugues
La rue Clovis-Hugues est une voie du 19e arrondissement de Paris, en France.

## Situation et accès
La rue Clovis-Hugues est une voie publique située dans le 19e arrondissement de Paris. Elle débute au 65, rue Armand-Carrel et se termine au 65, rue de Meaux.

## Origine du nom
Elle porte le nom du littérateur et homme politique Clovis Hugues (1851-1907). 

## Historique
Cette voie, de l'ancienne commune de La Villette, est ouverte en 1835 sous le nom de « passage Sauvage », du nom du propriétaire du terrain sur lequel elle fut ouverte elle est classée dans la voirie parisienne par un décret du 23 mai 1863.
Dénommée « passage d'Allemagne » par un arrêté du 1er février 1877, en raison du voisinage de la rue d'Allemagne, elle prend sa dénomination actuelle en 1937.